# スピーキング・イン・タングズ
- スピーキング・イン・タンズ

『スピーキング・イン・タングズ』（Speaking in Tongues）は、アメリカのロックバンド、トーキング・ヘッズの第5作スタジオ・アルバム。前作からおよそ2年振りの作品である。
LP初回版のジャケットはロバート・ラウシェンバーグが手がけたもので、透明ジャケットに透明なアナログ盤が封入されていた。そのアナログ盤は、コラージュ写真をそれぞれ異なる色で印刷した3枚のプラスチック製の円盤で挟まれていた。ラウシェンバーグはこのジャケットデザインによりグラミー賞を受賞した。通常版およびCD版のジャケットはデヴィッド・バーンが制作したものである。

## 収録曲
作詞はデヴィッド・バーン。作曲はバーン、クリス・フランツ、ジェリー・ハリスン、ティナ・ウェイマス。
Side 1
1. バーニング・ダウン・ザ・ハウス - Burning Down The House (4:00)
2. メイキング・フリッピー・フラッピー - Making Flippy Floppy (4:36)
3. ガールフレンド・イズ・ベター - Girlfriend Is Better (4:25)
4. スリッパリー・ピープル - Slippery People (3:30)
5. アイ・ゲット・ワイルド／ワイルド・グラヴィティ - I Get Wild/Wild Gravity (4:06)

Side 2
1. スワンプ - Swamp (5:09)
2. ムーン・ロックス - Moon Rocks (5:04)
3. プル・アップ・ザ・ルーツ - Pull Up The Roots (5:08)
4. ジス・マスト・ビー・ザ・プレイス - This Must Be The Place (Naive Melody) (4:56)